# 鍋料理
鍋料理（なべりょうり）は、鍋で煮ながら食べる温かい料理。食卓に鍋と熱源を備えて料理しながら食べる料理。鍋物（なべもの）とも。会話中では「鍋」「お鍋」とも。

## 概説
食卓に鍋と熱源（コンロ、アルコールストーブ、電熱器類など）を用意し食材を加熱しつつ温かい状態で食べる料理である。特に寒い季節である冬に好まれる料理である。
西洋料理では地中海沿岸のブイヤベースがあり、中国料理では火鍋子（ホーコーズ）がある（火鍋も参照）。韓国料理のチゲは「鍋料理」という意味である。日本料理の鍋料理としては、特に牛肉のすき焼、トリ（鶏肉）の水炊、寄せ鍋、ちゃんこ鍋などが有名である。
一般的には複数人で囲んで食べるため一抱えほどの大きさの鍋を用いるが、小鍋で一人前で食すこともできる（たとえば宴会、会席料理などで提供されるし、一人暮らしの人が鍋料理をする場合も小鍋を使う）。

## 鍋料理の歴史
各国
日本
近代以前の日本の住居には、台所にある竈（かまど）とは別に、調理のほか照明や暖房を兼ねた囲炉裏が用意されることが多く、そこで煮炊きした料理を取り分けて食べる事は日常的に行われていた。調理された煮物を各々に配膳せず鍋のまま供する方法は17世紀の中頃に記録に現れ始める。18世紀後半になって、囲炉裏の無い町屋や料理屋で火鉢やコンロを使用した『小鍋仕立て』という少人数用の鍋が提供され、鍋から直箸で何人かがつつくという現代見られる鍋料理が発達した。
しかし、小鍋仕立ては竈神信仰や銘々膳、箱膳による食事スタイルなど、それまでの社会的習慣と相容れないものであり、一般の家庭には浸透しなかった。
その後明治に入ってからの牛鍋の流行やちゃぶ台の普及などにより、鍋料理は一般家庭への普及がみられた。調理の近代化が進み調理の熱源が木炭からガスなどに転換するにつれて、加熱をしながら食べるという方式は飲食店での提供が主となったが、カセットコンロなどの発明と普及により、再び家庭でさかんに鍋料理が食べられるようになっている。

## 日本の鍋料理
使用される鍋
日本の鍋料理に使用する鍋として、最もポピュラーなのは陶器製の土鍋である。土鍋は熱伝導性が低いため火がじっくりと通り、長時間の煮込みでも焦げ付いたりする危険性が低いために鍋料理に適しており、寄せ鍋をはじめとして、多くの鍋料理に対して用いられる。具材を煮込む前に焼く工程があるすき焼きなど、土鍋には向かない調理法がある場合は鉄、ステンレスなどの金属製の鍋（金属鍋）が使われる。もちろん、通常土鍋が使われる料理を金属鍋で代用することも可能。最近の電磁調理器の普及に伴い、それに対応した土鍋風ホーロー鍋なども販売されている。また、ジンギスカン鍋、フォンデュなど、それ専用に作られた独特の形状の鍋を使用する料理も多い。
日本料理では和紙を用いた「紙鍋」という技法もある。これは耐水加工をした和紙を器の形にしてスープと具材を盛り、下から直火で炙って鍋にするもの。紙が中に入れた水（スープ）の沸点である摂氏100度以上に熱せられず、燃える温度に達しないためにこのような技法が可能。見た目の優美さ、和紙が具材のあくを吸うためあく取りが不要であることなどのメリットがあるほか、容器を使い捨てに出来ることから、大人数による宴会などでの卓上鍋として用いられることが多い。
また、昆布を器にした「昆布鍋」というものもある。
なお、スーパーマーケットなどではアルミホイル製の「箔鍋」に1人前の具材まで入れたものが販売されている。
小鉢や椀
各人は鍋の中の具を手元の小鉢や椀や取り皿に取ってから食べるのが一般的である（通常、手元の小鉢類にはタレ類（ポン酢、ゴマだれ　その他）を入れておく）。一人用の鍋を使う場合は、鍋の中で味を調整し鍋から直接食べる場合もある。
鍋料理の締め
色々な具材を煮込んでいるためにスープには出汁が凝縮された状態になっている。このスープを利用しての食べ方にも色々あるが、一般的には雑炊が多い。
使用される事の多い具材
- 麺類 - うどん・素麺・春雨・中華麺・きしめん
- 飯+卵（雑炊）
- 餅
- 麸
- その他、餃子など他の食材を使用する場合もある。

## 日本の鍋料理の具体例

### 煮汁に味付けを施すもの
- 寄せ鍋
- すき焼き
- 鴨鍋
- 軍鶏鍋（鳥すき）
- 土手鍋 - カキを用いた味噌味の鍋[6]。
- もつ鍋
- 磯鍋 - 地元の海産物を用い、味付けは塩ベースの鍋。浜料理（漁師料理）の一種。
- 浜鍋 - 漁師飯の一種で貝や残った魚を鍋に上入れて味噌で煮て食べる鍋料理
- おでん

### 煮汁に味付けを施さず、椀に取り分けてから調味するもの
- 湯豆腐 - 豆腐
- 水炊き - 鶏肉
- ちり鍋 - タラやタイ、フグなど各種の白身魚のほか、常夜鍋のように肉類を使うこともある。
- しゃぶしゃぶ - 牛肉、豚肉
- 蒸し鍋 - 蒸籠蒸しだが鍋と呼んでいる。一般的には蒸籠による物だが、温泉地では噴気孔の高熱蒸気を用いた物もある。

### どちらのケースもあるもの
- ちゃんこ鍋
- みぞれ鍋（雪見鍋）
- 闇鍋

## 日本の各地の鍋料理

### あ行
- 飛鳥鍋（奈良県）
- 赤から鍋 (愛知県)
- あんこう鍋（茨城県、福島県）
- 石狩鍋（北海道）
- 石焼き鍋（秋田県・静岡県）
- いしる鍋（石川県）
- 猪鍋（群馬県、静岡県）
- 芋煮（青森県を除く東北地方および新潟県）
- 伊予さつま（愛媛県）
- 鰯のちり鍋（福岡県）
- 魚すき（大阪府）
- 打ち込み汁（香川県）
- うどんすき（大阪府）
- ええじゃん鍋（広島県）
- お狩場鍋（熊本県）
- オハウ（北海道）

### か行
- かしわ鍋（愛知県）
- かにちり（福井県、兵庫県）
- 鴨鍋（滋賀県、千葉県、埼玉県）
- キジ鍋 (日本各地)
- キビナゴ鍋（長崎県）
- きりたんぽ鍋（秋田県）
- 牛汁（沖縄県）
- クエ鍋（高知県）
- くじら鍋 (和歌山県）
- 具雑煮（長崎県）
- げんげ鍋（富山県）
- けんちゃん汁（宮崎県）
- 源平汁（香川県）
- ごり汁（石川県）

### さ行
- 桜鍋（東京都・長野県・熊本県）
- さつま汁（鹿児島県）
- さわ鍋（岡山県）
- 山菜味噌炊き鍋（岐阜県）
- 三平汁（北海道）
- しし鍋（兵庫県・奈良県・石川県）
- しっぽく鍋（大阪府）
- 地鶏鍋（大分県）
- じゃっぱ汁（青森県）
- じゅんじゅん（滋賀県）
- しょっつる鍋（秋田県）
- ジンギスカン鍋（北海道）
- 水軍鍋（愛媛県）
- すすぎ鍋（鳥取県）
- 船場汁（大阪府）
- せんべい汁（青森県八戸市）
- せり鍋（宮城県仙台市.正式名は仙台せり鍋）
- そずり鍋（岡山県）
- そばかっけ鍋（岩手県）
- そば米雑炊（徳島県）
- 鯖の煮食い（島根県・高知県）

### た行
- 鯛ちり（徳島県）

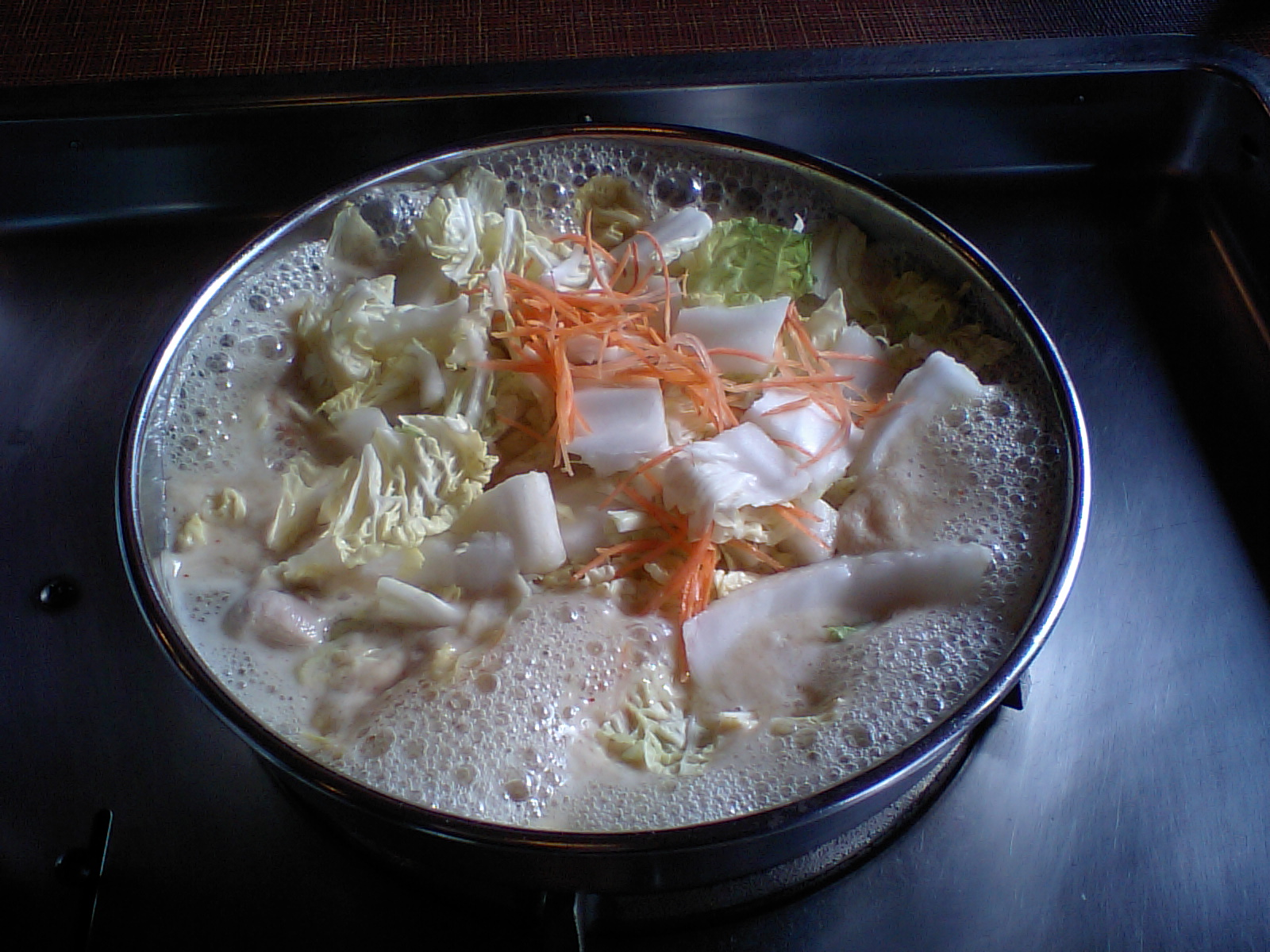
とり野菜みそ（とり野菜）

- だご汁（だんご汁)（大分県、熊本県、宮崎県、鹿児島県）
- だまこ鍋（秋田県）
- たら汁（富山県）
- ちりとり鍋（大阪府）
- てっちり（大阪府、山口県、福岡県）
- 土手鍋（広島県）
- どぜう鍋（東京都）
- どぶ汁（茨城県、福島県）
- とり野菜（石川県）
- どんがら汁（山形県）
- どんこ汁（岩手県）

### な行
- なんこ鍋（北海道）
- 葱鮪鍋（東京都）
- のっぺい汁（新潟県）

### は行
- はりはり鍋（大阪府)
- 番屋鍋（新潟県）
- ひきとおし（長崎県）
- 美酒鍋（広島県）
- ひっぱりうどん（山形県）
- 日の丸鍋（秋田県）
- ひるぜん鍋（岡山県）
- 弁慶の菜汁（香川県）
- ぼたん鍋（神奈川県、兵庫県、岐阜県）

### ま行
- 又兵衛鍋（岩手県）
- まる鍋（京都府）
- 水炊き（福岡県）
- 味噌煮込みうどん（愛知県）
- もつ鍋（福岡県）
- もみじ鍋（愛知県）

### や行

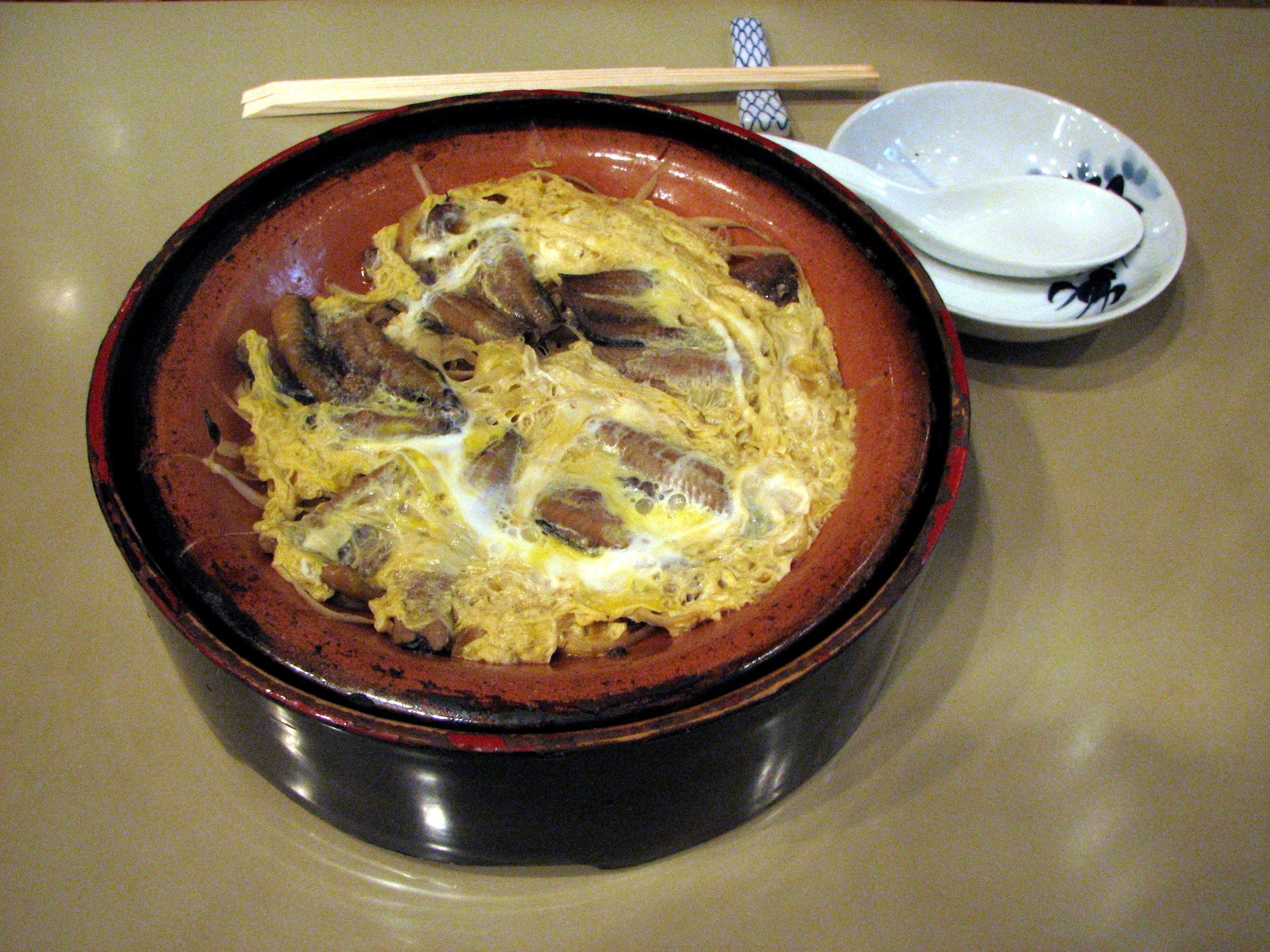
柳川鍋

- 山羊汁（沖縄県）
- 柳川鍋（東京都）
- 湯豆腐（京都府）

### ら行
- 六兵衛汁（長崎県）

### わ行
- 若草鍋（奈良県）

## 日本の新しい鍋料理
日本の一般家庭でさまざまな鍋料理が作られるようになり、それが有名になってきたものもある。その中には海外の料理と組み合わせた鍋もある。
- 豆乳鍋
- キムチ鍋
- 井上鍋
- ミルフィーユ鍋（白菜と豚肉をミルフィーユのように重ね合わせて入れた鍋）
- パクチー鍋（パクチーを入れた鍋）
- 明太子鍋
- 豚骨鍋
- カレー鍋
- 餃子鍋
- みかん鍋（山口県周防大島町、みかん産地の新グルメ、薬味にもみかん胡椒を使用）
- レモン鍋
- トマト鍋

## 日本で知名度が上昇してきた海外の鍋料理
海外の鍋料理で日本で知名度が上がってきて日本国内でも食べられることが増えてきた鍋料理。
- ポトフ
- ブイヤベース
- バーニャ・カウダ
- チーズフォンデュ
- 火鍋
- 扁炉
- タイスキ
- トムヤムクン

## 鍋料理関係の雑学
鍋料理では、鍋に入れるネギその他の野菜を「ざく」ということがある。

### 鍋奉行
鍋料理に具材を入れる順序、位置、食べ頃など、非常に細かく指定して、鍋料理の場を仕切る人を「鍋奉行（なべぶぎょう）」と称する。時代劇でとかく権力を振るう役回りである「奉行」（槍奉行や畳奉行のように、それぞれを管理する役職）をもじり、また少々迷惑な存在であるという意味も含んだ呼称である。
なお、鍋奉行の他に以下のような呼称もある。
鍋将軍（なべしょうぐん）
“奉行よりも厳しい”仕切り役。奉行より権力があり、逆らうことができない、という意味で「将軍」をもじっている。
アク代官（アクだいかん）
鍋料理において、上に浮く灰汁をすくい取る作業を担当する人。「悪代官」のもじり。この語はウェブサイト「鍋の館　by モフモフ」でモフモフこと岡安淳司によって提唱され、ネット上を中心に流行し、2000年にデイリー新語辞典に掲載されるなどした。
待ち奉行（まちぶぎょう）・待ち娘（まちむすめ）
鍋奉行とは逆に、ほとんど手を出さずにひたすら食べられる時が来るのを待ち、おいしくできた鍋を楽しむだけの人。男性を「待ち奉行」、女性を「待ち娘」と呼び、それぞれ「町奉行」「町娘」のもじり。